# Поповка (Елецкий район)
 Попо́вка  — деревня Колосовского сельсовета Елецкого района Липецкой области. Находится в северо-восточной части Елецкого района, в 17 км к северо-востоку от Ельца. Располагается на левом берегу реки Тальчик.

## История
В документах последней четверти XVIII века упоминается овраг, проходящий рядом с деревней Колосовкой и именуемый Поповым. Можно предположить, что когда-то давно около этого оврага была земля (или покосы) какого-то попа. Поселенная около оврага деревня получила название Поповка.
В «Списке населенных мест» Елецкого уезда Орловской губернии 1866 года, упоминается как «деревня казённая Поповка (Кулешовка), 40 дворов, 327 жителей». В 1880 году отмечается 83 двора, 547 жителей. 
В начале XX века Поповка обозначается как одна из деревень в приходе Троицкой церкви села Талица.
По материалам всесоюзной переписи населения 1926 года Поповка – центр сельсовета, 236 дворов, 1206 жителей. В 1932 году здесь проживают 1250 человек. 

## Население
| 1866 | 1880 | 1926  | 1932  | 2010 |
| ---- | ---- | ----- | ----- | ---- |
| 327  | ↗547 | ↗1206 | ↗1250 | ↘195 |

## Транспорт
Поповка связана асфальтированной дорогой с центром поселения селом Талица.
В 2 км к юго-западу находится ж/д станция Талица-Елецкая линии Елец – Лев Толстой ЮВЖД.